# Erectopus
Erectopus (Namnet betyder "upprätt fot") är en köttätande dinosaurie som levde i Europa (Frankrike och Portugal) och Afrika (Egypten) för cirka 112 - 96 milj. år sedan. Den blev 3 meter lång och vägde 200 kilo. 

## Taxonomi
Erectopus har klassificerats som medlem i flera familjer. En del forskare anser att det är en art i Megalosauridae, men den har också klassats som en medlem i familjerna Allosauroider eller Abelisaurider.